# نیلوفر مردانی
نیلوفر مردانی (زادهٔ ۱۳۷۲) ورزشکار اسکیت سرعت اهل ایران و عضو تیم ملی اسکیت سرعت ایران است. او سابقهٔ حضور در بازی‌های آسیایی ۲۰۱۰ و مسابقات قهرمانی جهان اسکیت سرعت با تیم ملی ایران را دارد. آخرین مقام قهرمانی کسب‌شده از سوی مردانی، جایگاه نخست در اسکیت ماراتن مرسین در سال ۲۰۲۳ بوده‌است. او در سال ۲۰۲۲ نیز در مسابقات اسکیت ترکیه مقام نخست را کسب کرد و در همبستگی با خیزش ۱۴۰۱ ایران بدون حجاب و با لباسی مشکی با نام «ایران» بر روی سکوی قهرمانی رفت.

## زندگی‌نامه
مردانی زادهٔ ۱۳۷۲ است و از ۹ سالگی فعالیت در ورزش اسکیت را آغاز کرده‌است. او دارای مدرک دکتری در رشتهٔ دامپزشکی است.
مردانی در آبان ۱۴۰۱ و همزمان با اعتراضات سراسری ایران در مسابقه‌ای در استانبول، ترکیه شرکت کرد و پس از کسب قهرمانی در این مسابقه، بدون حجاب و با لباسی سیاه که بر روی آن نام «ایران» نوشته شده‌بود، بر روی سکو رفت. وزارت ورزش و جوانان ایران این عمل او را «تقبیح» کرده و اعلام کرد که او از یک ماه پیش در تیم ملی اسکیت ایران عضویت نداشته‌است و به‌طور شخصی و بدون مجوز از شورای برون‌مرزی وزارت ورزش در این مسابقات شرکت کرده‌است. نیلوفر مردانی، یک ماه مانده به شروع بازی‌های آسیایی هانگژو از فهرست تیم ملی خط خورد و همین اتفاق باعث شد او برای همیشه از دنیای قهرمانی خداحافظی کند.

## فعالیت حرفه‌ای
مردانی در سال ۲۰۰۹ به‌عنوان عضو تیم ملی اسکیت ایران به رقابت‌های قهرمانی جهان در کلمبیا اعزام شد و در رشتهٔ ۲۰۰ متر جوانان جایگاه ۲۵، و در رشتهٔ ۱۰٬۰۰۰ متر جاده‌ای رتبهٔ یازدهم را کسب کرد. او در همان سال به مسابقات قهرمانی آسیا در چین نیز اعزام شد و در رشتهٔ ۴۲ کیلومتر نوجوانان با ثبت زمان ۱:۱۷:۰۶٫۰۹۶ جایگاه ۲۸ را به‌دست‌آورد و در سال بعد در مسابقات قهرمانی آسیا در رشته‌های ۱٬۰۰۰ و ۱۵٬۰۰۰ متر به مقام پنجم، و در رشتهٔ ۱۰٬۰۰۰ متر به مقام ششم دست یافت.
او در بازی‌های آسیایی ۲۰۱۰ در تیم ملی ایران حضور داشت و در رشتهٔ ۱۰٬۰۰۰ متر حذفی مقام هشتم را کسب کرد و در سال ۲۰۱۱ نیز پس از پیوستن به تیم ملی، در مسابقات قهرمانی اسکیت سرعت جهان حضور یافت و در مادهٔ ۲۰٬۰۰۰ متر حذفی مجدداً جایگاه هشتم را کسب کرد.
مردانی یک بار در سال ۱۳۹۷ در مسابقات انتخابی تیم ملی اسکیت، در دو رشتهٔ ۲۰٬۰۰۰ متر جمعی و ۱٬۰۰۰ متر سرعت قهرمان ایران شده‌است. او در سال ۱۴۰۰ برای حضور در بازی‌های آسیایی ۲۰۲۲ به اردوی تیم ملی دعوت شد.
او در نوامبر ۲۰۲۲ در مسابقهٔ اسکیت آزاد ترکیه موفق به کسب مقام نخست شد. یک سال بعد و در دسامبر ۲۰۲۳، او در پنجمین ماراتن بین‌المللی مرسین که در شهر مرسین در ترکیه برگزار شد، شرکت کرد و در رشتهٔ اسکیت زنان مقام نخست را کسب کرد.